# ميريام كتولو
ميريام كتولو (مواليد 29 أكتوبر 1984) هي متسابقة إبحار إيطالية شاركت في دورة الألعاب الأولمبية الصيفية لعام 2004. 